# Mon amour (in den Armen deiner Zärtlichkeit)
Pour les articles homonymes, voir Mon amour.
Singles de Mireille Mathieu
Nur für dich
(1983) Good-Bye My Love
(1984)
Mon amour (sous-titrée In den Armen deiner Zärtlichkeit) est une chanson en allemand interprétée par la chanteuse française Mireille Mathieu, sortie en 1984 en Allemagne sous le label Ariola.

## Reprises
Les deux chansons seront reprises en français par la chanteuse. En effet, le titre phare du 45 tours deviendra en français, grâce à la plume d'Eddy Marnay, On est bien, également sortie en 1984. La version française était déjà une adaptation d'un autre titre étranger. En effet, en 1982, le groupe britannique Yazoo publia une chanson nommée "Only You", atteignant les premières places dans les charts européens.
La face B du 45 tours, Wir sind alle Kinder Gottes, œuvre de Ralph Siegel et Bernd Meinunger, sera reprise également en français sous le titre Ma chanson pour aujourd'hui.

## Principaux supports discographiques
La chanson se retrouve pour la première fois sur le 45 tours du même nom paru en 1984 en Allemagne avec cette chanson en face A et la chanson Wir sind alle Kinder Gottes en face B. Elle se retrouvera également sur quelques compilations CD comme celle sortie en 2014, Liebe lebt.